# روبرت غراي (كاتب)
روبرت غراي (بالإنجليزية: Robert Gray)‏ هو كاتب ومؤلف وشاعر أسترالي، ولد في 23 فبراير 1945 في ميناء ماكواري في أستراليا.